# Autohtona – Hrvatska stranka prava
Autohtona – Hrvatska stranka prava je krajnje desna, nacionalistička, euroskeptična, socijalno konzervativna, pravaški usmjerena politička stranka u Republici Hrvatskoj.

## Povijest
Osnovana je u Koprivnici 2005. godine sjedinjenjem Hrvatskih pravaša (predsjednik Dražen Keleminec) i Hrvatskoga pravaškog pokreta (predsjednik Krešimir Pavelić) u Hrvatski nacionalni blok. U praksi se dalje nazivala Hrvatski pravaši – Hrvatski pravaški pokret (HP-HPP). Današnji naziv nosi od 2007. godine. Predsjednik AHSP-a je Dražen Keleminec. Cilj Stranke je ujedinjenje svih pravaških stranaka u Hrvatskoj.

## Program
Zalaže se za kulturu života (pravo na život svakoga ljudskog bića od začeća do prirodne smrti), zaštitu braka i obitelji, kao i majčinstva, djece i mladeži, osoba s posebnim potrebama te zaštitu ljudskoga prirodnog okoliša. Strogo je protiv ulaska RH u Europsku uniju (i protiv NATO-a) i zagovara vraćanje Bosne, Hercegovine, Boke kotorske, Srijema i Bačke Hrvatskoj. Zagovornik je lustracije (bivših) komunista. Teži ujedinjenju svih pravaških stranka kao što su HSP, HSP 1861, HČSP i HSP. Dr. AS.

## Aktivnosti stranke
Stranka je 2009. godine izmijenila ime stranke iz Hrvatski pravaši – Hrvatski pravaški pokret u Autohtona – Hrvatska stranka prava.
Godine 2010., A-HSP je javno zapalio kopiju publikacije Novosti, tjednik srpske manjine u Hrvatskoj. Nakon tog događaja, hrvatska policija je čuvala sjedište publikacije sljedećih tjedan dana.
Godine 2013., A-HSP osvaja 2350 glasova tijekom izbora za Europski parlament odnosno nedovoljan broj glasova da stranka zadobije mjesto.
Hrvatski Ministar unutarnjih poslova, Ranko Ostojić, godine 2015. zabranjuje okupljanje članova A-HSP-a na Trgu bana Josipa Jelačića.
A-HSP 2017. godine organizira marš u Zagrebu povodom odabira Donalda Trumpa kao Predsjednika SAD-a kako bi mu iskazali odanost i potporu. Tijekom marša, članovi stranke su nosili crne uniforme te su mahali zastavama njemačke neonacističke NDP stranke i zastavama SAD-a. Istovremeno su vikali ustaški pozdrav Za dom spremni. Nakon marša, predsjednik stranke Dražen Keleminec je uhićen od strane policije zbog narušavanja javnog reda i mira. Vlada Republike Hrvatske oštro je osudila marš jer je promovirala ustaštvo i nacizam. Dan nakon marša, Ambasada SAD-a osuđuje marš i poriče bilo kakav pokušaj povezivanja SAD-a s ustaškom ideologijom.
U travnju 2018. godine, predsjednik stranke Dražen Keleminec uhićen je u blizini Jasenovca zbog narušavanja javnog reda i mira te zbog vrijeđanja članova policije.

## Rezultati na izborima
| Godina Izbora | Koalicija | Broj glasova | Postotak glasova | Broj osvojenih mjesta |
| ------------- | --------- | ------------ | ---------------- | --------------------- |
| 2011.         | Ne        | 5768         | 0,25 %           | 0/151                 |
| 2015.         | Ne        | 12.027       | 0,55 %           | 0/151                 |
| 2016.         | Ne        | 6276         | 0,33 %           | 0/151                 |
| 2020.         | Ne        | 5343         | 0,32%            | 0/151                 |

| Godina izbora | Koalicija | Broj glasova | Postotak glasova | Broj osvojenih mjesta |
| ------------- | --------- | ------------ | ---------------- | --------------------- |
| 2013.         | Ne        | 2350         | 0,32 %           | 0/12                  |
| 2014.         | Ne        | 3455         | 0,37 %           | 0/11                  |
| 2019.         | Ne        | 4391         | 0,40 %           | 0/12                  |